# Afacerea Miss Stone

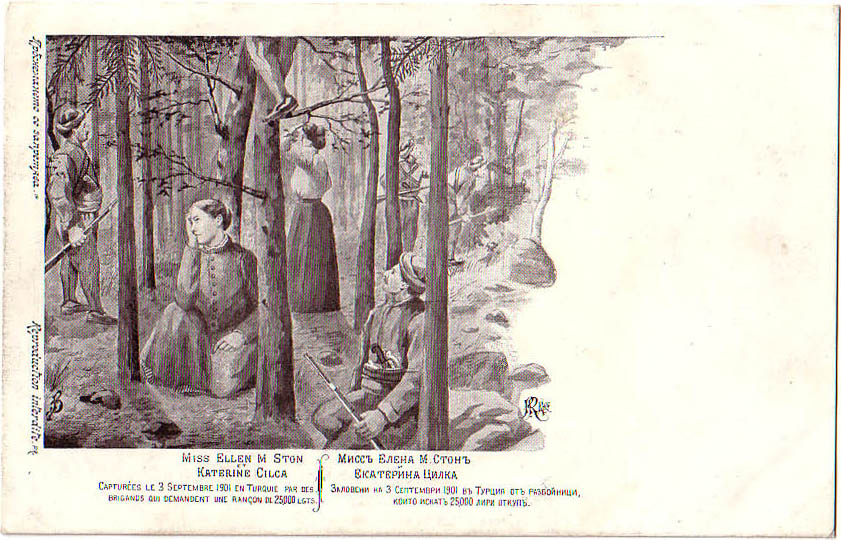
O carte poștală cu ostaticile Ellen Stone și Țilka

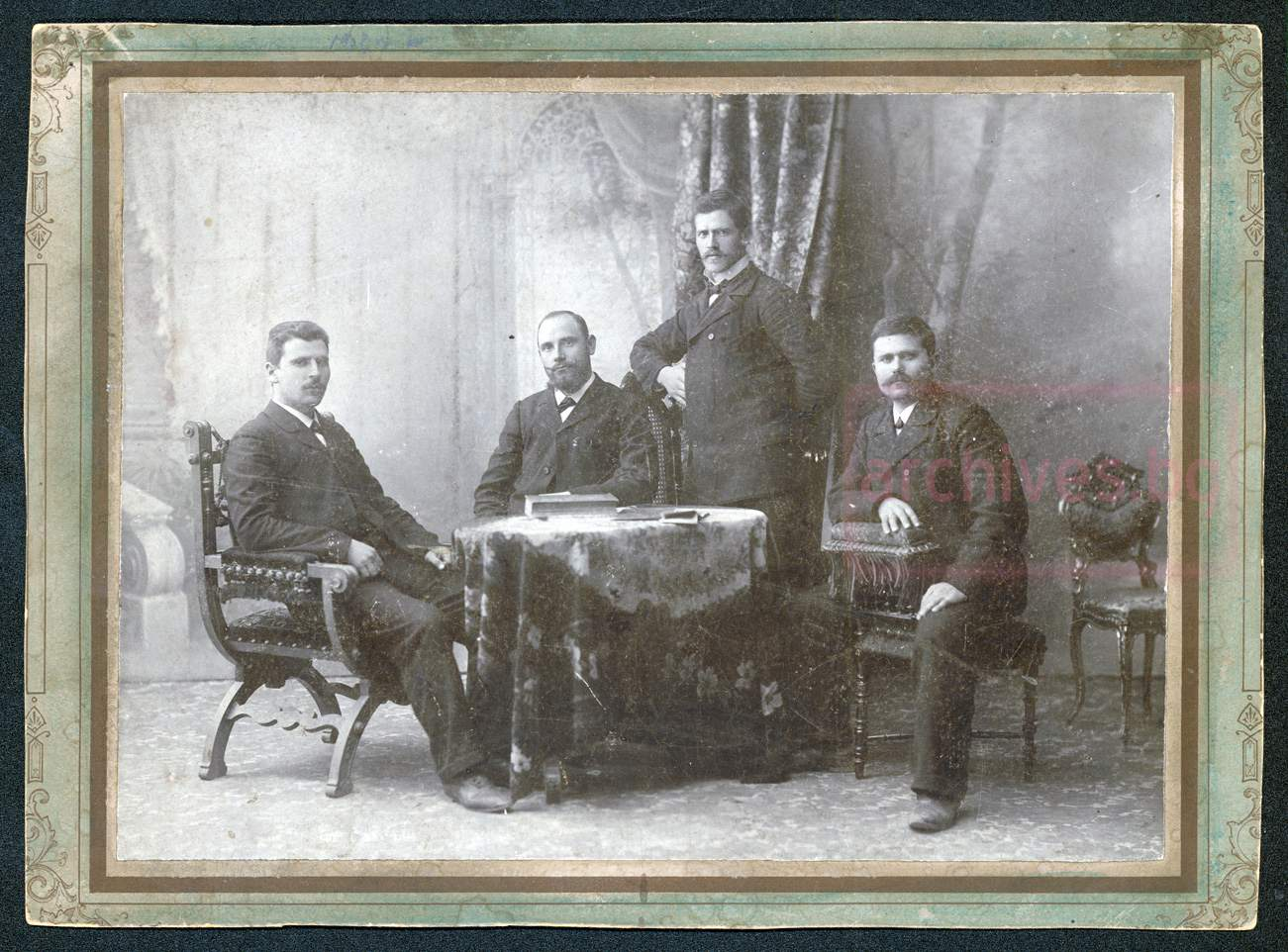
Participanții la afacerea Miss Stone - Sava Mihailov, Iane Sandanski, Krastio Asenov și Hristo Cernopeev.

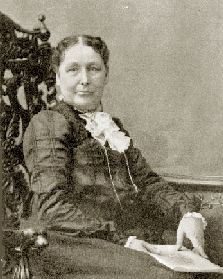
Ellen Maria Stone

Afacerea Miss Stone (în bulgară Афера „Мис Стоун”, în macedoneană „Афера Мис Стон”) a fost răpirea misionarei protestante americane Ellen Maria Stone și a prietenei sale misionare Katerina Stefanova-Țilka (care era însărcinată) de către Organizația Revoluționară Internă Macedoneană.

## Istorie
În anul 1901 una dintre principalele probleme cu care se confrunta ORIM era lipsa resurselor financiare pentru achiziționarea de armament. Liderul Goțe Delcev l-a autorizat în acel moment pe Mihail Gherdjikov să efectueze o răpire în Macedonia, dar el a eșuat. Delcev a efectuat alte două încercări nereușite de răpire a unor turci și greci bogați. Mai târziu el a elaborat un plan de răpire a fiului politicianului bulgar Ivan Evstratiev Gheșov, care, de asemenea, a eșuat. Criza financiară prin care trecea organizația a fost principalul subiect discutat la reuniunea conducerii ORIM de la Kiustendil, Bulgaria, în vara anului 1901. La această întâlnire Delcev a susținut că jafurile mărunte au deteriorat reputația organizației și nu au fost de niciun folos în rezolvarea problemelor financiare. Sandanski s-a oferit să-l răpească pe prințul regent Ferdinand al Bulgaria în timpul vizitei sale la Mănăstirea Rila, însă Delcev s-a opus acestui plan radical, susținând că răpirea trebuie făcută pe teritoriul otoman. Cernopeev și Sandanski au discutat apoi despre răpirea unui turc bogat lângă Simitli, dar acest plan nu a fost pus în aplicare. În 1901 Iane Sandanski, Hristo Cernopeev și Sava Mihailov au pus la cale un plan pentru răpirea lui Süleyman Bey, dar, din cauza bolii sale, această acțiune a eșuat.
Sandanski a avut apoi ideea răpirii unui misionar protestant din Bansko. Un detașament condus de voievodul Iane Sandanski și subvoievozii Hristo Cernopeev și Krǎstio Asenov au pus în aplicare acest plan la 21 august 1901. Cele două femei — Ellen Maria Stone și colega ei misionară Katerina Stefanova-Țilka — au fost răpite undeva între Bansko și Gorna Djumaia, orașe care făceau parte atunci din Imperiul Otoman. Prezentată pe larg de mass-media în acea vreme, răpirea celor două femei a fost numit adesea „prima criză modernă a ostaticilor americani”. Scopul răpirii era obținerea unei răscumpărări substanțiale și depășirea crizei financiare cu care se confrunta ORIM la acel moment. Detașamentul a fost urmărit de autoritățile otomane și de bandele organizației rivale Comitetul Macedonean Suprem. Considerată uneori ca un caz tipic al sindromului Stockholm (răpitorii ajutând-o pe Țilka să o nască pe fiica sa), afacerea s-a încheiat după o serie de negocieri intense purtate la începutul anului 1902, la jumătate de an de la răpire. ORIM a obținut o răscumpărare de 14.000 de lire turcești de aur la 18 ianuarie 1902 în Bansko. Ostaticele au fost eliberate pe 2 februarie 1902 lângă Strumița, în actuala Macedonia de Nord.